# Ясная Поляна (Хакасия)
Я́сная Поля́на — посёлок в Аскизском районе Хакасии.

## География
Расположен в 96 км от райцентра — села Аскиз.

## История
Основан в 1965 году в связи со строительством железной дороги Новокузнецк-Абакан.

## Население
| 2010 |
| ---- |
| 12   |

Национальный состав
На 1.01.2004 года русские (86,2 %), казахи, украинцы, хакасы, латыши.

## Топографические карты
- Лист карты N-45-96 Бискамжа. Масштаб: 1 : 100 000. Состояние местности на 1984 год. Издание 1987 г.